# Hemieuxoa angara
Hemieuxoa angara là một loài bướm đêm trong họ Noctuidae.